# N-18 凸
『N-18 凸』（エヌエイティーン デコ、英語:N-18 DECO）は、2013年4月20日から石川テレビで放送されている音楽番組。

## 概要
『pop night』『Beat Goes On』『MUSIC ROOM N-18』の流れを引き継いだローカル深夜番組。
前身の『MUSIC ROOM N-18』の最終回が終わった直後に、本番組MCの森結有花のナレーションによる番組開始予告CMがはじめて流れた。

## 放送時間
本番組の放送時刻は通常編成においては以下の通りだが、直前の番組編成によっては遅れることがある。
- 日曜 1:50 - 2:45（土曜深夜）
- 木曜 1:33 - 2:28（水曜深夜、再放送）

## MC
いずれも出演当時石川テレビアナウンサー。
- 初代：森結有花（2013年4月 - 2017年2月）
- 2代目：稲垣真一（2017年3月 - 2020年3月）
- 3代目：今井友理恵（2020年4月 - 2021年3月）
- 4代目：平井美優（2021年4月 - 2024年10月）
- 5代目：沼本若菜（2024年11月 - ）